# Буруцького
Буру́цького — колишнє селище в Україні, підпорядкувалося Стіжківській селищній раді Шахтарської міськради Донецької області. Зняте з обліку 28 квітня 2009 року.
| Україна | Це незавершена стаття з географії України. Ви можете допомогти проєкту, виправивши або дописавши її. |